# Yale College
Yale College est le premier cycle universitaire (undergraduate) de l’université Yale. L'établissement a été fondé en 1701.